# 福光駅
福光駅（ふくみつえき）は、富山県南砺市荒木にある西日本旅客鉄道（JR西日本）城端線の駅である。また、かつては国鉄自動車名金急行線、太美山線及び井波線の自動車駅であった。
JTBパブリッシングが発行する『JTB時刻表』において、当駅は南砺市の中心駅として記載されている。

## 歴史
- 1897年（明治30年）

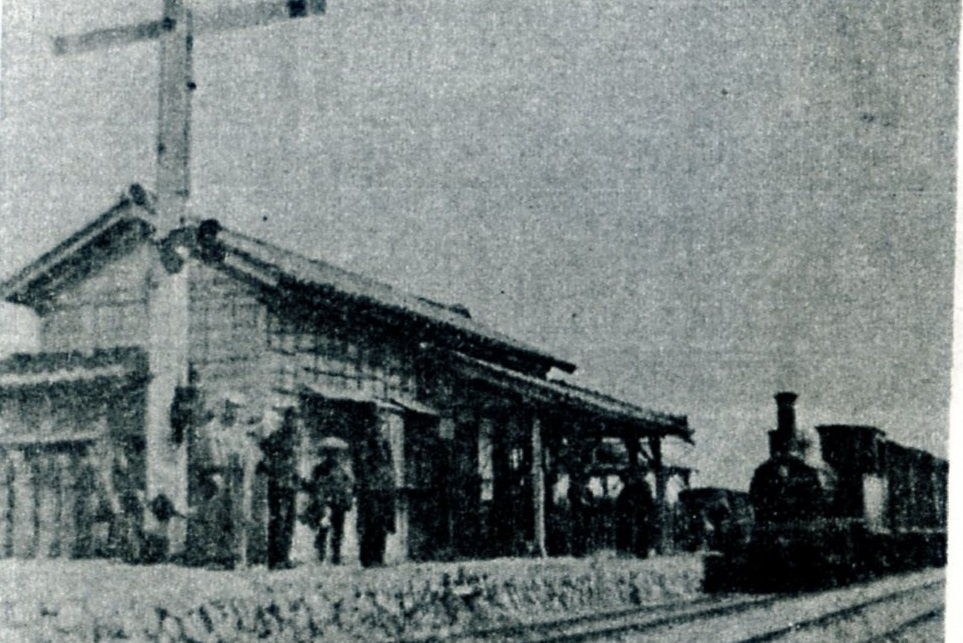
開業当時の福光駅

  - 8月18日：中越鉄道福野駅 - 当駅間延伸に伴い終着駅として開業し、旅客及び貨物取扱を開始する[官報 1][注 1][2]。
  - 10月31日：中越鉄道当駅 - 城端駅間が開業する[官報 2]。
- 1920年（大正9年）9月1日：中越鉄道の国有化により、鉄道省（国鉄）中越線の駅となる[官報 3]。当駅は旅客、手荷物、小荷物及び大貨物の取扱を行う[官報 3]。

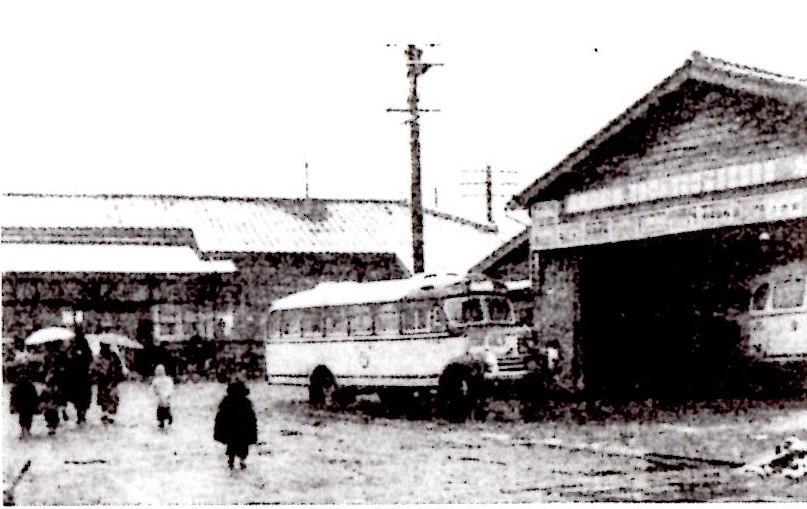
昭和20年代の福光駅。国鉄バスが発着している。

- 1939年（昭和14年）9月1日：金福線当駅 - 総平駅間が開業し、自動車駅として一般運輸営業を開始する[官報 4]。
- 1942年（昭和17年）8月1日：中越線の高岡駅 - 城端駅間が城端線に改称され、当駅もその所属となる[3]。
- 1951年（昭和26年）3月10日：金福線当駅 - 井波駅前駅及び同線当駅 - 越中吉見駅間の開業が開業する[4][官報 5]。自動車駅として一般運輸営業を行う[官報 5]。
- 1952年（昭和27年）10月18日：金福線当駅 - 城端駅間（大西駅経由）が開業する[4][官報 6]。当駅においては一般運輸営業を行う[官報 6]。
- 1953年（昭和28年）12月30日：金福線当駅 - 境川橋詰駅間及び同線井波駅前駅 - 小牧堰堤駅が開業し[4][官報 7]、金福線を金白北線と改称する[官報 8]。当駅においては一般運輸営業を行う[官報 7]。また、同線当駅 - 飛野駅間に越中高宮駅が開業する[官報 8]。
- 1954年（昭和29年）12月：当駅構内拡張が完了する[5]。
- 1955年（昭和30年）10月28日：金白北線を金白北本線と改称する[官報 9]。
- 1957年（昭和32年）10月1日：福光東町駅の開業により[官報 10]、昭和24年日本国有鉄道公示第31号「国鉄自動車路線名称」金白北本線の項中の「福光越中吉見間」を「福光東町越中吉見間」と改める[官報 11]。
- 1963年（昭和38年）
  - 1月10日：福光東町駅を廃止し[官報 12]、昭和24年日本国有鉄道公示第31号「国鉄自動車路線名称」中の金白北本線の項中、「福光東町 - 経塚 - 城端間」を「福光 - 経塚 - 城端間」に改め、「福光越中吉見間及び福光 - 祖谷 - 西太美間」を太美山線、「福光小牧堰堤間」を井波線と路線名称を改定する[官報 13]。また、太美山線当駅 - 開発駅間に福光高校前駅、井波線当駅 - 越中北山田駅間に一日市駅が開業する[官報 14]。
  - 3月6日：太美山線越中吉見駅 - 下刀利駅間が開業したので[官報 15]、昭和24年日本国有鉄道公示第31号「国鉄自動車路線名称」中の太美山線の項「福光越中吉見間」を「福光下刀利間」と改める[官報 16]。
- 1964年（昭和39年）
  - 6月1日：自動車駅において営業範囲を改正し、貨物の取扱を廃止し、旅客、手荷物及び小荷物を取扱う駅となる[官報 17]。
  - 8月20日：金白北本線当駅 - 金沢駅間および太美山線当駅 - 越中吉見駅間において一般路線貨物自動車運送事業を廃止する[官報 18]。
- 1965年（昭和40年）9月11日：金白北本線当駅 - 越中高宮駅間の飛野駅を廃止し[官報 19]、これに代り当駅 - 越中高宮駅に天神町駅を開業し[官報 20]、昭和24年日本国有鉄道公示第31号「国鉄自動車路線名称」の太美山線の項を「福光 - 越中吉見間及び福光 - 祖谷 - 西太美間」から「天神町越中吉見間及び福光 - 祖谷 - 西太美間」と改定する[官報 21]。また、同線当駅 - 開発駅間の福光高校前駅を福光栄町駅と改称し[官報 22]、開発駅を廃止する[官報 19]。
- 1966年（昭和41年）12月1日：昭和24年日本国有鉄道公示第31号「国鉄自動車路線名称」より金白北線の部を削除し、西天龍線の部の次に名金線の部を加え、「名古屋金沢間、城端 - 経塚 - 福光間、福光西町 - 土山 - 上砂子谷間、湯谷温泉口国見ヒユツテ間（後略）」の金白北本線を名金急行線と路線名称を改定する[官報 23]。

跨線橋の完成を報道する新聞記事

- 1967年（昭和42年）12月20日：上下線ホーム延長工事が完了し、跨線橋が完成したので、その完工式を行う[6][5][7]。
- 1968年（昭和43年）12月13日：名金急行線経塚駅を東太美駅と改称したので[官報 24]、昭和24年日本国有鉄道公示第31号「国鉄自動車路線名称」名金線の項中「城端 - 経塚 - 福光間」を「城端 - 東太美 - 福光間」と改める[官報 25]。
- 1969年（昭和44年）10月1日：営業範囲を改正し、手荷物および小荷物の配達取扱を廃止する[官報 26]。
- 1970年（昭和45年）
  - 6月25日：早朝・夜間の窓口を閉鎖し、改札を取り止め[8]。
  - 7月11日：同日限りをもって井波線当駅 - 小牧堰堤駅間における一般乗合旅客自動車運送事業を廃止する[官報 27]。
- 1972年（昭和47年）6月1日：自動車駅において営業範囲を改正し、手荷物及び小荷物取扱を廃止する[官報 28]。
- 1974年（昭和49年）10月1日：営業範囲を改正し、旅客、荷物及び車扱貨物を取扱う駅となる[官報 29]。
- 1980年（昭和55年）9月25日：営業範囲を改正し、車扱貨物取扱を廃止する[官報 30]。
- 1982年（昭和57年）11月：下りホームのかさ上げ工事が完了する[5]。
- 1983年（昭和58年）4月1日：新駅舎が完成し、その完工式を挙行する[9]。
- 1985年（昭和60年）
  - 3月13日：同日限りをもって太美山線当駅 - 西太美駅間における一般乗合旅客自動車運送事業を廃止し、昭和24年日本国有鉄道公示第31号「国鉄自動車路線名称」太美山線中の「西太美 - 祖谷 - 福光間」を削除する[官報 31]。
  - 3月14日：営業範囲を改正し、荷物の取扱を廃する[官報 32]。
- 1986年（昭和61年）
  - 10月31日：名金急行線当駅 - 立美駅間における運行系統（立美線と通称される）を廃止する[注 2]。
  - 12月11日：昭和24年日本国有鉄道公示第31号「国鉄自動車路線名称」を全部改正し、名金急行線を「名古屋・金沢間、大日岳スキー場口・大日岳スキー場間、上砂子谷・小又西間、鳴瀬・中尾間、桐山・千の杉間、堅田町・千谷口間、森本 - 才田 - 八田間、鳴瀬・金沢間、山の上・小二又間、高田 - 山王町二丁目 - 東長江間及び金沢・広岡間」に、太美山線を「福光・立野脇間」とする[官報 33]。
- 1987年（昭和62年）
  - 3月31日：営業範囲を改正し、荷物（ただし新聞紙に限る）の取扱を開始する[官報 34]。
  - 4月1日：国鉄分割民営化により、西日本旅客鉄道（JR西日本）の駅となる[2]。
- 2001年（平成13年）
  - 3月3日：無人駅化回避のため、福光町が乗車券類簡易委託販売業務の委託を受け、簡易委託駅となる[10]。
  - 11月30日：福光 - 立野脇間の西日本ジェイアールバス太美山線を廃止する[注 3]。
- 2002年（平成14年）5月：構内にキヨスク福光駅店が開業する[11]。
- 2014年（平成26年）8月25日：キヨスク福光駅店が閉店する[11]。
- 2019年（令和元年）8月1日：それまで窓口業務を受託していた旅行代理店「パールトラベル」の閉業に伴い、タクシー会社「福光タクシー」が業務を受け継いだ[12]。
- 2021年（令和3年）8月6日：駅構内の跨線橋が南砺市道「福光駅自由通路線」として整備され、自由通路化[13][14]。東口が開設[13]した。
- 2025年度内にJR城端線・JR氷見線の全線に交通系ICカードを導入予定、簡易ICカードリーダーが駅の改札口に設置される予定、福光駅には2台（西口、東口にそれぞれ1台）設置される。
- 時期未定：みどりの窓口が営業終了〈予定〉[15]。簡易委託を解除し、無人化〈予定〉[15]。

## 駅構造

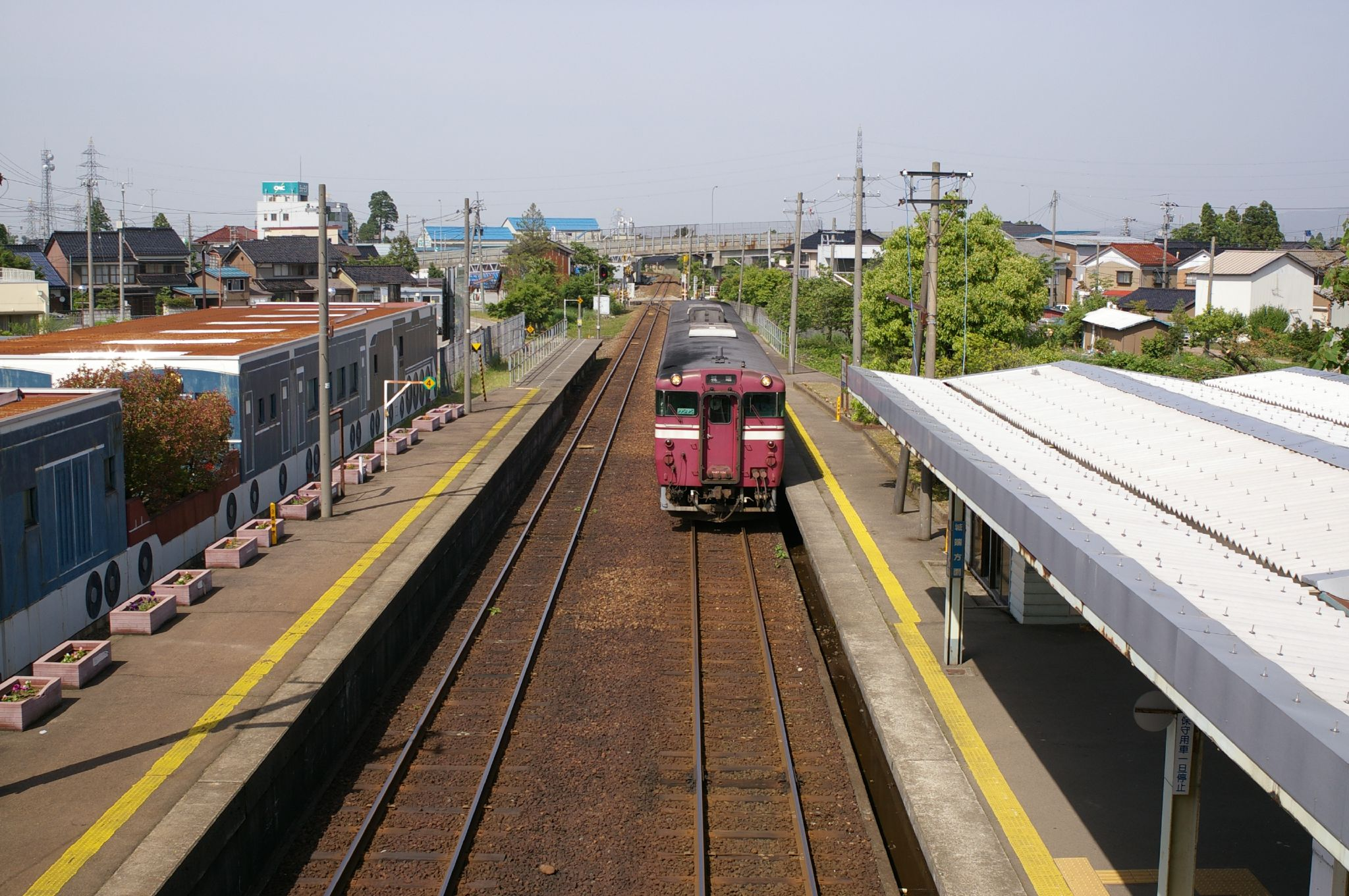
ホーム（2008年6月）

相対式ホーム2面2線を持ち、列車交換が可能な地上駅である。
北陸広域鉄道部管理下の簡易委託駅である。駅舎に入居するタクシー会社「福光タクシー」が窓口業務を受託。みどりの窓口にJRの端末（マルス）を設置している。
西口駅舎は1983年（昭和58年）4月1日に竣工した。ロッジ風の鉄骨コンクリート平屋建で、総工費は9200万円であった。2002年（平成14年）5月からは構内にキヨスク福光駅店が開設されていたが、2014年（平成26年）8月25日で閉店した。同店は城端線内最後の駅構内における売店であった。
待合室とホームのベンチには富山県立南砺福光高等学校の生徒が作成した座布団が設置されているが、生徒の減少と2022年の閉校に伴い2020年の寄贈をもって終了している。また、同校の生徒により長年にわたり駅内の清掃奉仕活動や座布団の寄贈が行われてきたことから、2021年7月に駅業務の管理委託を受けている福光タクシーから表彰を受けた。

### のりば
| のりば | 路線    | 方向 | 行先     |
| ------ | ------- | ---- | -------- |
| 1      | ■城端線 | 上り | 高岡方面 |
| 2      | ■城端線 | 下り | 城端方面 |

## 貨物取扱

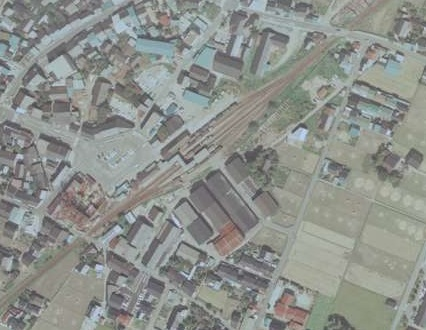
1975年（昭和50年）当時の当駅周辺航空写真

当駅における貨物取扱は、1980年（昭和55年）9月25日に廃止された。
1967年（昭和42年）7月1日現在における当駅接続の専用線は以下の通りであった。
- 中越木材線（第三者使用：日本通運、動力：日本通運所有機関車及び手押、作業粁程：0.3粁）

1970年（昭和45年）10月1日現在における当駅接続の専用線は以下の通りであった。
- 中越木材線（通運事業者：日本通運、動力：日本通運所有機関車及び手押、作業粁程：0.2粁、総延長粁程：0.2粁）

## 駅周辺
福光の中心市街地は駅前の小矢部川に架かる福光大橋を渡った先にある。
西口
- 南砺市役所（旧福光町役場）「南砺市公式サイト」
- 福光市民センター（南砺市役所内）
- 福光農業協同組合（JA福光）本店
- 富山銀行 福光支店
- 富山銀行 福光中央支店
- 北陸銀行 福光支店
- 北國銀行 南砺市店
- 福光郵便局
- 南砺バットミュージアム
- 南砺市立福光美術館
- 分館 棟方志功記念館「愛染苑」、「鯉雨画斎」（旧棟方志功住居）
- 福光プール
- 福光総合グラウンド
- 国道304号
- 道の駅福光
- 福光タクシー
- サンキュー福光フレッサ店
- バロー福光店
- ヤマダ電機南砺店
- オートバックス福光店
- マツモトキヨシ福光店
- 8番ラーメン福光店

東口
- 福光東部かがやき保育園
- 認定こども園福光青葉幼稚園
- 南砺市立福光東部小学校

- 南砺市立吉江中学校
- ヤマト運輸 富山南砺営業所
- アルビス福光店
- コスモス福光店
- コメリ福光店

## バス路線
金沢駅方面、城端駅方面、福野駅方面、南砺中央病院方面、南砺市民病院方面などへのバスが発着している。路線などは2024年時点。
- 西日本ジェイアールバス 名金線　2022年7月1日に廃止された[24][25][26]。

- 加越能バス
  - 南砺 - 金沢線：金沢駅西口 / 井波

- 南砺市営バス（なんバス）[27]
  - 循環系統（福光・福野循環線、立美循環線）
  - その他の系統（井波福光線、土山線、立野脇線、南砺中央病院線）

## 南砺市の代表駅に関して
2004年（平成16年）11月1日に8町村の合併により誕生した南砺市は4庁舎による分庁方式を採用していたが、市長室が福野庁舎にあったことから、JTBパブリッシング発行の『JTB時刻表』などの冊子型時刻表では当駅が南砺市の代表駅として表記されていた。その後、2020年（令和2年）7月1日に市役所が福光庁舎に統合されたにもかかわらず、当駅が市の代表駅と表記されたままであったことを富山新聞社が指摘したことにより、『JTB時刻表』では2021年12月号（同年11月20日発売）より南砺市の代表駅が福光駅となった。

## 隣の駅
西日本旅客鉄道（JR西日本）
■城端線
東石黒駅 - 福光駅 - 越中山田駅